# Marius Iosifescu
Marius Iosifescu (n. 12 august 1936, Pitești, România – d. 9 decembrie 2020) a fost un academician român, matematician, membru titular (din anul 2000) al Academiei Române și vicepreședinte al acesteia, între 4 martie 2002 și 27 aprilie2010.

## Opere
- Lanțuri Markov finite și aplicații
- Procese stohastice și aplicații în biologie
- Teoria probabilităților și statistica matematică